# آدم‌های خیلی مهم
آدم‌های خیلی مهم (به انگلیسی: The V.I.P.s) یک فیلم درام به کارگردانی آنتونی اسکویت است که در سال ۱۹۶۳ منتشر شد. فیلمنامه این درام را ترنس رتیگان نگاشته‌است و موسیقی متن آن، اثر میکلوش روژا است.

## داستان فیلم
داستان این فیلم که در ترمینال ۲ فرودگاه هیثرو لندن رخ می‌دهد، نگاهی به زندگی خصوصی تعدادی «افراد بسیار مهم» دارد که بعلت تأخیر در پرواز هواپیما (به سبب هوای مه‌آلود)، در فرودگاه منتظر و دل‌نگران هستند. فیلم به بررسی اثرات منفی این تأخیر، در زندگی خصوصی و شغلی آنان می‌پردازد و در عین حال نحوه برخوردِ این افراد را با این مشکلِ غیرمنتظره نشان می‌دهد.
به گفتهٔ نویسندهٔ فیلم‌نامه «ترنس رتیگان»، قصهٔ این فیلم بر اساس داستانِ واقعیِ زندگیِ هنرپیشهٔ آمریکایی «ویوین لی» است که قصد داشت به همراه عاشق خود «پیتر فینچ» با هواپیما از لندن خارج شده و همسرش «لارنس الیویه» را ترک کند، اما به دلیل هوای مه‌آلود، پرواز هواپیمایشان در فرودگاه هیثرو به تأخیر می‌افتد.

## بازیگران
- الیزابت تیلور
- ریچارد برتون
- لوئی ژوردان
- السا مارتینلی
- مارگارت رادرفورد
- مگی اسمیت
- راد تیلور
- اورسن ولز
- لیندا کریستین
- دنیس پرایس
- ریچارد واتیس
- رابرت کوت
- جون بنهام
- استرینگر دیویس
- مایکل هوردرن
- لوئیس فیاندر
- ترنس الکساندر